# 중계동
중계동(中溪洞)은 서울특별시 노원구의 북서쪽에 위치한 법정동이다. 1895년(조선 고종 32) 23부제 실시로 인해 양주목 일대는 한성부에 속해 한성부 양주군 노원면이었다. 1896년 13도제 실시로 다시 경기도 양주군 노원면으로 바뀌었다. 1914년 경기도 양주군 노원면 간촌리 · 온수동 · 녹천리, 별비면 덕동리 각 일부와 둔야면 조암동을 합하여 양주군 노해면 상계리(上溪里)로 개칭하였다. 1962년 서울특별시 성북구에 편입되었고, 1963년 중계동으로 개칭하였고, 1973년 도봉구에 속하게 되었다. 1988년 노원구가 도봉구로부터 분리, 신설됨에 따라 노원구 중계동이 되었다.
픽션: 종민이의 친형이 자원봉사자들의 도움을 받은 장소는 중계동 장애인복지시설이다. 

## 역사
- 조선시대 양주목 노원면에 속했다.
- 1914년 군면폐합으로 노원면과 해등촌면을 합해 노해면을 만들었으며 중계동은 이 면에 속해 중계리라고 하였다.
- 1962년 12월 12일 서울특별시의 확장으로 성북구에 편입되었다.[1]
- 1963년 1월 1일 중계동으로 개칭하였다. 이와 동시에 상계동과 함께 행정동 노원동(蘆原洞) 산하로 편제되었다.
- 1970년 5월 5일 노원동이 폐지되고 상계제1·2·3동과 중계동이 각각 설치되었다.
- 1973년 성북구의 일부가 도봉구로 분리되면서 도봉구 관할이 되었다.
- 1988년 1월 1일 도봉구로부터 분리하여 노원구 관할이 되었다.
- 1989년 9월 1일 중계동이 중계제1동과 중계제2동으로 분동되었다.
- 1991년 9월 1일 중계제1동에서 중계제3동이 분동되었다.
- 1992년 7월 1일 중계제1동에서 중계본동, 중계제4동이 분동되었다.
- 2008년 1월 1일 중계제1~4동에서 '제' 구분을 삭제하였다.
- 2009년 1월 1일 중계2동과 중계3동이 중계2·3동으로 합동되었다.

## 편의 시설
- 롯데마트 중계점
- 홈플러스 중계점
- 2001아울렛 중계점
- 노해근린공원
- 삿갓봉근린공원
- 4호선(상계역)
- 7호선(중계역)

## 아파트
| 단지명        | 건설사       | 시행사             | 주소                 | 입주        | 비고 |
| ------------- | ------------ | ------------------ | -------------------- | ----------- | ---- |
| 청암 3단지    | 요진산업㈜   | 서울주택도시공사   | 노원구 덕릉로86길 70 | 2003년 9월  |      |
| 중계현대 그린 | 현대산업개발 | 중랑지역주택조합   |                      | 1998년 12월 |      |
| 중계현대 6차  | 현대건설     | 현대건설           | 노원구 중계로8길 20  | 1999년 5월  |      |
| 양지대림 1차  | 대림산업     | 대림산업           | 노원구 덕릉로71길 30 | 1998년 11월 |      |
| 양지대림 2차  | 대림산업     | 중계제1 재개발조합 | 노원구 덕릉로73길 28 | 1999년 2월  |      |

## 자연
중계동은 상계동을 경계로 하는 지점에 당현천이 있으며, 현재 당현천복원 공사가 거의 완료되었다.

## 교육

### 고등학교
- 대진여자고등학교
- 재현고등학교
- 상명고등학교
- 청암고등학교
- 불암고등학교
- 미래산업과학고등학교
- 서라벌고등학교
- 영신여자고등학교

### 중학교
- 을지중학교
- 재현중학교
- 상명중학교
- 중계중학교
- 불암중학교

### 초등학교
- 서울불암초등학교
- 서울중계초등학교
- 서울을지초등학교
- 상명초등학교
- 서울중원초등학교
- 서울수암초등학교
- 서울원광초등학교
- 서울용동초등학교

## 사교육
중계동은 학원이나 과외등 사교육 시설이 많다. 그중에서 중계동 은행사거리 부근에는 강북의 대치동이라 불릴만큼 학원이 유난히 많으며 중계동을 중심으로 강북 8학군을 형성하고 있다. 

## 같이 보기
- 노원구
- 상계동
- 백사마을